# Markalu, Malavalli
Markalu là một làng thuộc tehsil Malavalli, huyện Mandya, bang Karnataka, Ấn Độ.